# Hotel Ritz
 For alternative betydninger, se Hotel Ritz (flertydig). (Se også artikler, som begynder med Hotel Ritz)
Hotel Ritz er et hotel beliggende på Banegårdspladsen i det centrale Aarhus, tæt ved Århus Hovedbanegård.
Hotellet er opført i 1932 efter tegninger af Axel Høeg-Hansen og er stilmæssigt holdt i den oprindelige 1930'er-stil trods adskillige moderniseringer. Hotellet deler bygning med Restaurant Mash. 